# Angel of Babylon
Angel of Babylon ist das fünfte Studioalbum der Metal-Oper Avantasia von Tobias Sammet. Das Album erschien am  3. April 2010 gleichzeitig mit dem Album The Wicked Symphony. Tobias Sammet besteht jedoch darauf, dass es sich um zwei unabhängige Alben handelt, und nicht um ein Doppelalbum.

## Lieder
1. Stargazers – 9:33
2. Angel of Babylon – 5:29
3. Your Love Is Evil – 3:53
4. Death Is Just a Feeling – 5:21
5. Rat Race – 4:07
6. Down in the Dark – 4:23
7. Blowing Out the Flame – 4:51
8. Symphony of Life – 4:30
9. Alone I Remember – 4:48
10. Promised Land – 4:47
11. Journey to Arcadia – 7:12

Zum ersten Mal war mit Symphony of Life ein Song auf dem Album, den nicht Tobias Sammet geschrieben hat. Dieser Song wurde von Sascha Paeth geschrieben. Er ist zudem der einzige Song von Avantasia bis heute, bei dem Tobias Sammet nicht mitsingt. Er wird alleine von Cloudy Yang gesungen.

## Personal
Band:
- Tobias Sammet – Gesang (außer Lied 8), Bass, Keyboards
- Sascha Paeth – Gitarre, Keyboards
- Eric Singer – Schlagzeug (Lieder 5, 7, 9 und 10)
- Michael „Miro“ Rodenberg – Keyboards

Gastmusiker:
- Jørn Lande Gesang auf Liedern 1, 2, 5, 6, 9 und 10
- Russell Allen Gesang auf Liedern 1 und 11
- Michael Kiske Gesang auf Lied 1
- Jon Oliva Gesang auf Lied 4
- Bob Catley Gesang auf Lied 11
- Cloudy Yang Gesang auf Lied 8
- Bruce Kulick Gitarre auf Liedern 5,9 und 11
- Oliver Hartmann Gitarre auf Liedern 1,2 und 3
- Henjo Richter Gitarre auf Lied 10
- Felix Bohnke Schlagzeug auf Liedern 4, 6 und 8
- Alex Holzwarth Schlagzeug auf Liedern 1, 2, 3 und 11
- Jens Johansson Keyboards bei Lied 2
- Simon Oberender Orgel bei Lied 9

Backgroundchor:
- Emilie Paeth
- Cloudy Yang
- Amanda Somerville
- Tiffany Kirkland
- Ina Morgan
- Cinzia Rizzo
- Thomas Rettke
- Oliver Hartmann
- Matthias Kontny
- Michael Voy
- Tobias Sammet

## Rezension und Erfolg
Das Album gab es gemeinsam mit dem Album The Wicked Symphony in einer Box zu kaufen. Diese erreichte folgende Chartpositionen:
Deutschland #2, Ungarn #5, Tschechien #6, Schweiz #7, Oesterreich #9, Slowenien #7, Schweden #1 (Rockcharts, Nationale Charts #14), Finnland #18, Norwegen #22, England #26 (Indie), Holland #27 (Indie), Spanien #32, Frankreich #74 und Japan #89.